# Maratus griseus
Lycidas griseus là một loài nhện trong họ Salticidae.
Loài này thuộc chi Lycidas. Lycidas griseus được Eugen von Keyserling miêu tả năm 1882.